# T'Nia Miller
Pour les articles homonymes, voir Miller.
Tania Miller dite T'Nia Miller est une actrice anglaise, née à Londres en Angleterre en 1985. Elle se fait connaître grâce aux séries télévisées Years and Years (2019), Zoe et Raven (Free Rein, 2019) et The Haunting of Bly Manor (2020).

## Biographie
T'Nia Miller est née à Londres, en Angleterre.
Elle rentre à la Guildford School of Acting, d'où elle sort diplômée en 2004.

### Vie privée
Elle a deux enfants. Le 13 octobre 2020, elle fait son coming out queer et fait partie de la communauté LGBTQ+ sur StyleCaster,

## Carrière
T'Nia Miller commence sa carrière à la télévision en 2007, dans trois épisodes de la série musicale Dubplate Drama sur Channel 4 et The Bill.
En 2012, elle décroche son premier rôle principal dans le film dramatique Stud Life de Campbell X,.
En 2016, après des apparitions dans les séries télévisées telles que Babylon (2014), Banana (2015), Cucumber (2015), Doctor Who (2015), Guilt (2016) et Born to Kill (2017), elle interprète son premier grand rôle DC Wilton dans la série de thriller comique Witless sur BBC Three, jusqu’en 2018.
En juin 2017, elle apparaît dans un épisode de Doctors, diffusée sur BBC One.
En 2019, elle est choisie pour endosser le rôle de Celeste Bisme-Lyons dans la mini-série dramatique Years and Years sur BBC One, créée par Russell T Davies qui est également auteur des séries Banana et Cucumber. Dans la même année, elle est Claire Wright dans la série d'aventure Zoe et Raven sur Netflix.
En 2020, elle est présente sur Netflix dans Sex Education et The Haunting of Bly Manor.
En 2022, elle joue dans la série de science-fiction Peripheriques, les mondes de Flynne

## Filmographie

### Cinéma

#### Longs métrages
- 2008 : The Disappeared de Johnny Kevorkian : La médecin
- 2012 : Stud Life de Campbell X : JJ
- 2018 : Obey de Jamie Jones : Chelsea
- 2019 : Nine Nights de Veronica McKenzie : Sylvie Johnson
- 2021 : Dark Corners de Richard Parry : Fleet

#### Courts métrages
- 2007 : True to Form de Mark J. Blackman : DS Morgan
- 2009 : Deadside de Mark Triller : Malika Mason
- 2020 : Good Thanks, You ? de Molly Manning Walker : la gendarme
- 2021 : Miss Fortunate d'Ella Jones : Sadie

### Télévision

#### Séries télévisées
- 2007 : The Bill : Mme Wakeford
- 2007 : Dubplate Drama : La mère de Dionne
- 2011 : Holby City : Fran Connolly
- 2014 : Babylon : La mère
- 2015 : Cucumber : Kay
- 2015 : Doctor Who : La générale
- 2015 : Banana : Kay
- 2016 : Guilt : Helen Harris
- 2016 - 2018 : Witless : DC Wilton
- 2016 - 2018 : Marcella : Aleesha
- 2017 : Meurtres au paradis (Death in Paradise) : Judith Dawson
- 2017 : Born to Kill : Lisa
- 2017 : Doctors : Bev Lomax
- 2018 : Affaires non classées (Silent Witness) : DI Gibbs
- 2018 : Dark Heart : Gail Watkins
- 2019 : Years and Years : Celeste Bisme-Lyons
- 2019 : Zoe et Raven (Free Rein) : Claire
- 2019 : The Feed : Charlie Morris
- 2019 : Hatton Garden : Laura McIntyre
- 2020 : The Haunting of Bly Manor : Mme Grose
- 2020 : Sex Education : Maxine Tarrington
- 2021 : Foundation : Zephyr Halima
- 2021 : La Fortuna : Susan McLean
- 2022 : Peripheriques, les mondes de Flynne (The Peripheral) : Cherise Nuland
- 2023 : La Diplomate (The Diplomat): Cecilia Dennison
- 2023 : La Chute de la maison Usher (The Fall of the House of Usher) : Victorine LaFourcade